# Ernst Rudorff
Ernst Rudorff (født 18. januar 1840, død 31. december 1916) var en tysk musiker, søn af Adolf August Friedrich Rudorff.
Rudorff talte i Leipzig Moscheles og Hauptmann blandt sine lærere; 1869 blev han ansat ved Berlins Königliche Hochschule für Musik, blandt hvis lærerkræfter Rudorff efterhånden kom til at indtage en mere fremskudt plads. I et årti ledede han derhos den Sternske sangforening. 
Som komponist af konservativ retning skrev Rudorff nogle symfonier, ouverturer, kor- og klaverstykker samt sange; han har udgivet en revideret udgave af Mozarts klaverkoncerter og -sonater, af Webers Euryanthe og mange andre. Rudorffs brevveksling med Joseph Joachim udkom 1912 i 3 bind; hans brevveksling med Brahms 1907.